# Bob Evans
Robert Neville Anthony Evans (ur. 11 czerwca 1947 w Waddington (Lincolnshire)) – były brytyjski kierowca wyścigowy.

## Życiorys
Evans na początku swojej kariery wyścigowej ścigał się w Formule Ford i Formule 3, a w 1974 roku został mistrzem Brytyjskiej Formuły 5000. W 1976 roku zadebiutował w Formule 1, ścigając się w zespole BRM. Najlepszym rezultatem było jednak dziewiąte miejsce i Evans odszedł po sezonie z zespołu. Dołączył do Lotusa, gdzie był głównie kierowcą testowym. W barwach Lotusa wziął udział w dwóch Grand Prix, po których został zastąpiony przez Gunnara Nilssona. Następnie ścigał się Brabhamem. Po 1976 roku nie startował już w Formule 1, został za to zawodnikiem Brytyjskiej Formuły 1, zostając wicemistrzem tej serii w roku 1978. Po zakończeniu kariery kierowcy wyścigowego otworzył firmę produkującą plakaty.

## Wyniki w Formule 1
| Legenda oznaczeń w tabelach wyników Wyświetl szablon na nowej stronie | Legenda oznaczeń w tabelach wyników Wyświetl szablon na nowej stronie                                                                     |
| Oznaczenie                                                            | Wyjaśnienie |
| --------------------------------------------------------------------- | --- |
| Złoty                                                                 | Zwycięzca lub mistrzostwo |
| Srebrny                                                               | 2. miejsce lub wicemistrzostwo |
| Brązowy                                                               | 3. miejsce lub II wicemistrzostwo |
| Zielony                                                               | Ukończył, punktował (w klasyfikacji generalnej, gdy zdobył co najmniej jeden punkt na przestrzeni sezonu, poza trzema powyższymi opcjami) |
| Niebieski                                                             | Ukończył, nie punktował (w klasyfikacji generalnej, gdy nie zdobył co najmniej jednego punktu na przestrzeni sezonu)                      |
| Czerwony                                                              | Nie zakwalifikował się (NZ) |
| Czerwony                                                              | Nie prekwalifikował się (NPK) |
| Różowy                                                                | Nie ukończył (NU) |
| Różowy                                                                | Niesklasyfikowany (NS) (w klasyfikacji generalnej, gdy nie został sklasyfikowany w żadnym wyścigu sezonu)                                 |
| Czarny                                                                | Zdyskwalifikowany (DK) |
| Czarny                                                                | Wykluczony (WYK/EX) |
| Biały                                                                 | Nie wystartował (NW) |
| Biały                                                                 | Kontuzjowany (K/INJ) |
| Biały                                                                 | Wyścig odwołany (OD/C) |
| Bez koloru                                                            | Został wycofany (WYC/WD) |
| Bez koloru                                                            | Nie przybył (NP/DNA) |
| Bez koloru                                                            | Nie brał udziału w treningach (NT/DNP) |
| Bez koloru                                                            | Nie został zgłoszony (–) |
| Pogrubienie                                                           | Start z pole position |
| Kursywa                                                               | Najszybsze okrążenie wyścigu |
| †                                                                     | Nie ukończył, ale jego rezultat został zaliczony ze względu na przejechanie więcej niż 90% dystansu wyścigu.                              |
| *                                                                     | Sezon w trakcie |
| 1/2/3                                                                 | Punktowana pozycja w sprincie kwalifikacyjnym                                                                                             |
| Lista systemów punktacji Formuły 1                                    | |

| Rok  | Zespół                 | Samochód      | Silnik  | 1   | 2      | 3      | 4      | 5      | 6     | 7      | 8      | 9      | 10  | 11  | 12     | 13     | 14  | 15  | 16  | Pkt. | Msc. |
| ---- | ---------------------- | ------------- | ------- | --- | ------ | ------ | ------ | ------ | ----- | ------ | ------ | ------ | --- | --- | ------ | ------ | --- | --- | --- | ---- | ---- |
| 1975 | Stanley BRM            | BRM P201      | BRM V12 | ARG | BRA    | ZAF 15 | ESP NU | MCO NZ | BEL 9 | SWE 13 | NLD NU | FRA 17 | GBR | DEU | AUT NU | ITA NU | USA |     |     | 0    | 26   |
| 1976 | John Player Team Lotus | Lotus 77      | Ford V8 | BRA | ZAF 10 | USW NZ |        |        |       |        |        |        |     |     |        |        |     |     |     | 0    | 31   |
| 1976 | RAM Racing             | Brabham BT44B | Ford V8 |     |        |        | ESP    | BEL    | MCO   | SWE    | FRA    | GBR NU | DEU | AUT | NLD    | ITA    | CND | USA | JPN | 0    | 31   |